# بيتر كوليت (سياسي)
بيتر كوليت هو قاضي وصحفي وسياسي دنماركي، ولد في 1767، وتوفي في 1823.